# Ljerka Šram
Ljerka Šram, hrvaška gledališka igralka, * 19. januar 1874, Zagreb, † 26. november 1913, Zagreb.
Velja za eno najlepših zagrebških igralk vseh časov. Imenovali so jo tudi Dama s kamelijami.

## Kariera
Ljerka Šram je bila učenka hrvaškega gledališkega režiserja in igralca Adama Mandrovića (1839-1912) ter članica zagrebškega gledališča od leta 1888 do 1913, ko je umrla zaradi jetike. V začetku je igrala vloge naivk, pozneje je briljirala v komedijah, kjer je do izraza prišel njen prefinjen smisel za komiko. Znana bo ostala kot interpretatorka salonskih in romantičnih likov na gledaliških deskah.
Že v svojem času so jo imeli za pripadnico »stare garde«. Bila je zelo priljubljena oseba v gledališču in je ostala najbolj v spominu kot nepozabna »Madame Sans-Gêne«.

### Gledališke vloge
Njene najbolj znane vloge so:
- »Namišljeni bolnik« kot Toinette
- »Krčmarica Mirandolina« kot Mirandolina
- »Madame Sans-Gêne« kot Katarina Hübscher
- »Romeo in Julija« kot Julija
- »Otelo« kot Desdemona
- »Ukročena trmoglavka« kot Katarina
- »Cyrano de Bergerac« kot Roxane
- »Monna Vanna«
- »Candida«

## Zasebno življenje
Ljerka Šram velja za veliko ljubezen hrvaškega književnika in zdravnika Milivoja Dežmana. Umrla mu je v naročju in zahvaljujoč njemu je Zagreb dobil prvo bolnišnico za pljučne bolezni na Brestovcu. O njenem življenju so v zagrebškem gledališču Komedija leta 1991 postavili na oder komedijo N. Škrabe in Arsena Dedića Lady Šram.